# Zauditu I.
Zauditu I. (1876–1930) narozená jako Askala Maryam byla etiopská císařovna v letech 1916–1930.
Podoba jejího jména se různí, kromě Zauditu se vyskytuje také Zewditu, Zawditu nebo počeštěně Judita.

## Původ
Narodila se jako Askala Mariam, 29. duben 1876 jako nejstarší dcera císaře Menelika II. Její matka Abechi byla šewská šlechtična, ale zemřela když byla Askala ještě malá. Císař Menelik II. se později oženil s Taitu Betul, ale s ní děti neměl.
V roce 1882 byla jako šestiletá provdána za rasa Araya Selassie, syna císaře Jana IV. Byl to politický sňatek, který měl spojit oba vládnoucí rody. Manželství však zůstalo bezdětné, neboť Araya Sellasie zemřel již v roce 1888, když byla ještě dítě. Po smrti manžela se vrátila do otcova domu v Šowě. Později se vdala a rozvedla ještě dvakrát, až si nakonec vzala Gugsu Welle, s nímž byla konečně šťastná.
Když se její otec Menelik II. stal císařem, byla obnovena přímá mužská posloupnost v dynastii, neboť Janův nárok na trůn se uskutečnil prostřednictvím ženské linie. Jako dcera Menelika II. byla Zewditu poslední panovnicí v přímé rodové linii ze šalomounské dynastie. Její nástupce Haile Selassie byl s vládnoucí dynastií spřízněn po ženské linii.

## Vláda
Císař Menelik II. zemřel a Lij Iyasu, který byl veřejně označen jako dědic, nastoupil na trůn. Zewditu a jejího manžela poslal na venkov.
Ijasu konvertoval k islámu a navázal během první světové války spolupráci s Centrálními mocnostmi, čímž se kompromitoval v očích křesťanské části etiopské společnosti. A tak byl po několika letech zbaven moci a Zauditu se mohla vrátit do hlavního města. 27. dubna 1916 sesadila rada státu a ortodoxní církev oficiálně Lija Iyasu z trůnu a jmenovala Zewditu císařovnou. Zpočátku jí ale nebylo dovoleno převzít moc samostatně, regentem byl jmenován její bratranec Tafari Makonnen (budoucí císař Haile Selassie). Tafari Makonnen byl také všeobecně uznaným následníkem trůnu, neboť žádné dítě císařovny Zewditu se nedožilo dospělého věku. A ta ho proto v roce 1928 nechala korunovat králem ze Šewy.

### Regentství Rase Tafariho
Na začátku své vlády bojovala Zauditu proti císaři Lij Iyasuovi, který se podporován svým otcem, králem Mikaelem z Wolly, pokusil uchvátit trůn. Byli však poraženi a král Mikael byl veden ulicemi Addis Abeby v řetězech. Ras Tafari nebyl této události přítomen na přání své manželky, která byla právě vnučkou krále Mikaela a neteří císaře Ijasu V.
Ras Tafari byl pak účasten hnutí, které císaře Ijasu V. sesadilo a posléze se stal spoluvládcem císařovny Zauditu I. (Judity), dcery císaře Menelika II. Ustavením jejich spoluvlády bylo navíc symbolické, protože znamenalo spojení dvou významných královských rodů: králů z Tigraje a králů ze Šowy. Vládnoucí elity přitom doufaly, že se 24letý Tafari Makonnen stane povolnou loutkou v jejich rukou. Zmýlili se však. Ras Tafari se během svého regentství (inderase) přičinil (za podpory Francie a zemí profrancouzského bloku, mimo jiné i Československa) o přijetí země do Společnosti národů (1923). Tento krok znamenal definitivní uznání mezinárodněprávní subjektivity Etiopie. S tím byl spojen závazek země vymýtit otroctví, které jí bylo zahraničím vytýkáno. Ras Tafari se vypravil (jako vůbec první etiopský vládce) na cestu do Evropy.
Jak Zauditu stárla, prohlubovaly se názorové rozdíly mezi ní a následníkem trůnu. Tafari Mekonnen byl modernizátor, který věřil, že se Etiopie potřebuje otevřít světu. Zauditu byla spíše konzervativní a více nábožensky založená. V roce 1930 vedl její manžel Gugsa Welle rebelii proti Tafarimu, byl však poražen a zabit dne 31. března 1930.
Proti progresivnímu kurzu, který rás Tafari reprezentoval, se však postavila část tradiční etiopské šlechty, vedená rásem Gugsou Welem, manželem Tafariho spoluvládkyně, císařovny Zauditu. Rozhodující střetnutí sil obou táborů se uskutečnilo v bitvě u Anchiemu, kde byla vojska Gugsy Weleho na hlavu poražena.
Den po bitvě za záhadných okolností zemřela jen dva dny po smrti svého manžela 2. dubna 1930 císařovna Zawditu. Nic pak nebránilo tomu, aby byl Ras Tafari korunován jako Haile Selassie I. v katedrále sv. Jiří v Addis Abebě císařem.